# Bertold z Raciborza
Bertold z Raciborza (ur. ok. 1280 w Raciborzu, zm. przed 18 kwietnia 1352 prawdopodobnie w Krakowie) – polski prawnik, jeden z pierwszych śląskich notariuszy.
Swoje lata młodzieńcze spędził we Wrocławiu, po czym rozpoczął studia prawnicze w Bolonii, gdzie przed 1304 rokiem został magistrem. Następnie przebywał w Awinionie w latach 1319 – 1320. Był pełnomocnikiem książąt śląskich, m.in. Leszka raciborskiego, prowadząc spór o sposób płacenia świętopietrza ze Śląska na rzecz Stolicy Apostolskiej. Był prokuratorem z ramienia biskupa krakowskiego Nankera w rozprawie z arcybiskupem ostrzyhomskim o jurysdykcję nad Spiszem w 1325 roku. W 1339 roku z ramienia króla polskiego Kazimierza Wielkiego był prokuratorem w procesie z Krzyżakami o zwrot Pomorza i Kujaw. Według Jana Długosza, gdy Krzyżacy nie zjawili się na procesie, Bertold powiedział: Niechaj obecność Boga zastąpi ich nieobecność! i kontynuował proces.